# Настоящий гений
«Настоящий гений» (англ. Real Genius) — американская кинокомедия режиссёра Марты Кулидж. Премьера фильма состоялась 7 августа 1985 года.

## Сюжет
Митч Тейлор — самый юный студент, принятый в университет по специальной программе для вундеркиндов. Вместе со своим соседом по комнате, легендой научного клуба Крисом Найтом, он работает над созданием лазера высокой мощности. После успешных испытаний новейший прибор похищает один из преподавателей, чтобы использовать его в военных целях. Митч с друзьями пытается воспрепятствовать этому.

## В ролях
- Вэл Килмер — Крис Найт
- Гэбриел Джаррет — Митч Тейлор
- Мишель Мейринк — Джордан
- Уильям Атертон — профессор Джерри Хэтэуэй
- Джон Гриз — Лацло Холлифелд
- Пэтти Д’Арбенвилль — Шерри Наджил
- Стейси Перальта — пилот
- Дэниел Эйдс — пострадавший
- Эд Лаутер — Дэвид Деккер
- Бо Белингсли — Джордж
- Шон Фрай — юноша на научной ярмарке
- ДжоЭнн Уиллетт — девушка на научной ярмарке
- Пол Талли — мистер Тейлор
- Джоанна Барон — миссис Тейлор

## Съёмочная группа
- Режиссёр: Марта Кулидж
- Сценаристы: Нил Израэл, Пэт Профт, Питер Тороквей
- Продюсер: Брайан Грейзер
- Композитор: Томас Ньюман
- Оператор: Вилмош Жигмонд

## Номинации и награды
- 1986 — Кинофестиваль в Париже:
  - лучший актёр — Гэбриел Джаррет
  - гран-при — Марта Кулидж
- 1986 — Премия молодым актёрам:
  - номинация на лучший семейный фильм — комедия или мюзикл
  - номинация на выдающееся исполнение мужской роли — Гэбриел Джаррет

Сборы от проката фильма составили $13 млн. Прототипами многих гаджетов фильма стали действительные изобретения Калифорнийского технологического института (Пасадина, Калифорния).

## Саундтрек
- «You Took Advantage of Me» в исполнении Кармен МакРэй
- «The Tuff Do What?» в исполнении Тоньо К.
- «Summertime Girls» в исполнении группы Y&T
- «The Pleasure Seekers» в исполнении группы The System
- «The Walls Come Down» в исполнении группы The Call
- «I’m Falling» в исполнении группы The C.S. Angels
- «One Night Love Affair» в исполнении Брайана Адамса
- «All She Wants to Do Is Dance» в исполнении Дона Хенли
- «Number One» в исполнении Чеза Джанкела
- «You’re the Only Love» в исполнении группы Paul Hyde and the Payolas
- «Standing in Line» в исполнении группы The Textones
- «Everybody Wants to Rule the World» в исполнении группы Tears for Fears